# Abam (Nanga-Eboko)
Pour les articles homonymes, voir Abam.
Abam est un village du Cameroun situé dans le département de la Haute-Sanaga et la région du Centre. Il fait partie de la commune de Nanga-Eboko et se trouve sur la route qui lie Zengoaga à Ouassa-Bamvelé.

## Population
En 1963, la population était de 116 habitants. Lors du recensement de 2005, le village comptait 22 habitants dont 6 hommes et 16 femmes, principalement de Bamvele.